# Jesper Nielsen (direktør)
 For alternative betydninger, se Jesper Nielsen. (Se også artikler, som begynder med Jesper Nielsen)
Jesper Nielsen (født 20. oktober 1968 i Haslev) er en dansk bankmand og erhvervsleder. Han er administrerende direktør i Bankernes EDB Central (BEC) og har tidligere været administrerende direktør i Danske Bank.

## Uddannelse
Jesper Nielsen er uddannet cand.polit. fra Københavns Universitet, 1996.

## Karriere
Jesper Nielsen blev udnævnt til administrerende direktør i BEC 1. oktober 2020 hvor han overtog efter Kurt Nørrisgaard.
I 2018 var Jesper Nielsen blevet udnævnt til midlertidig administrerende direktør i Danske Bank efter Thomas F. Borgens afgang på baggrund af hvidvaskskandalen. Han blev fyret igen i juni 2019 efter en sag hvor banken havde opkrævet for høje gebyrer for produktet Flexinvest Fri.
Tidligere har Jesper Nielsen bl.a. også været formand for Realkredit Danmark og formand for Finanssektorens Arbejdsgiverforening.